# Konungarnas tillbedjan (Botticelli)

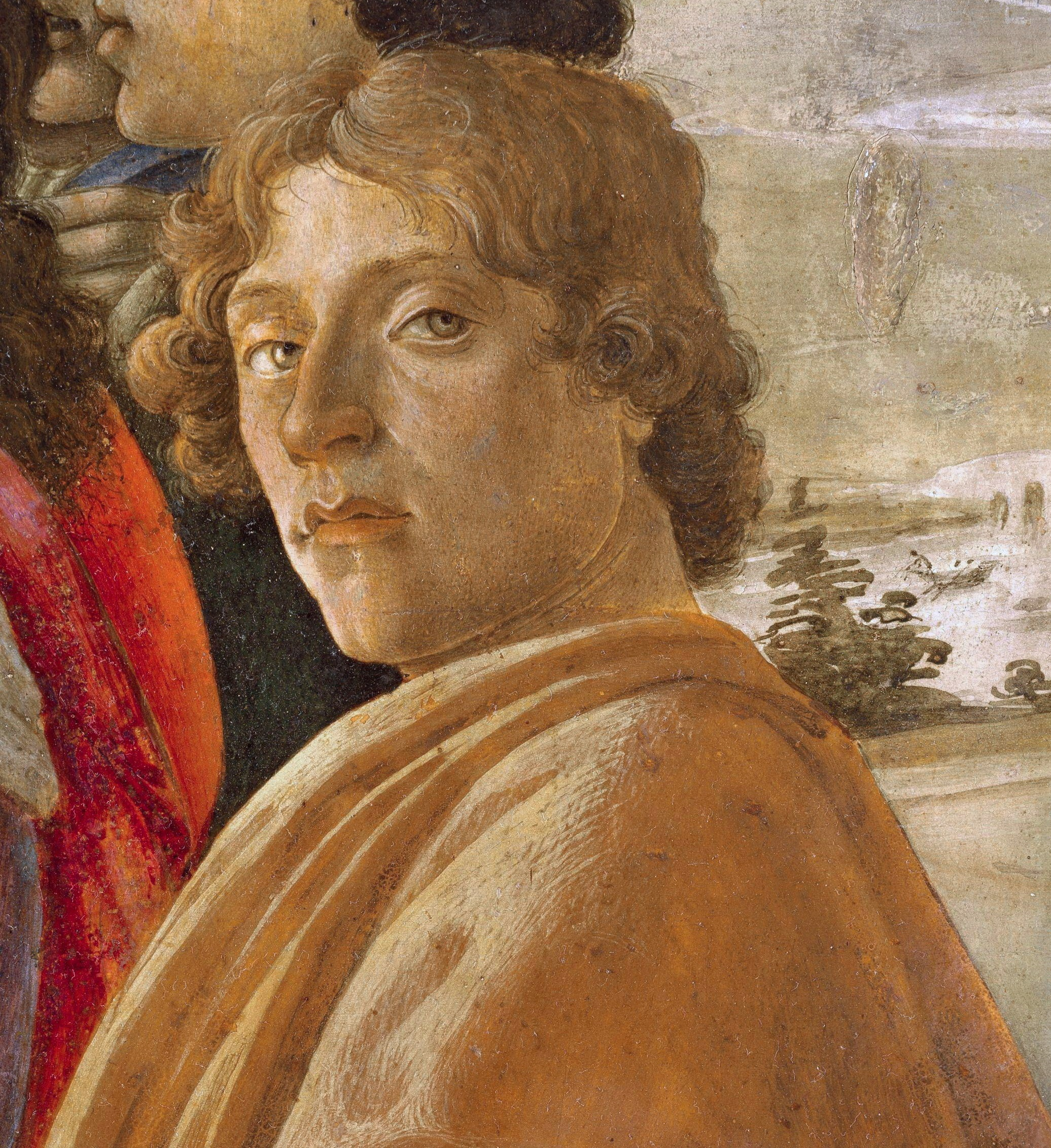
Botticellis Konungarnas tillbedjan (cirka 1475). Detalj ur "första Florensversionen" som antas vara ett självporträtt av konstnären.

Konungarnas tillbedjan är ett bibliskt motiv som den italienske renässanskonstnären Sandro Botticelli målade åtminstone sex gånger. Det skildrar det nyfödda Jesusbarnet, Jungfru Maria, Josef från Nasaret och de tre vise männen i en fond av antika ruiner. En av versionerna benämns Den mystiska födelsen och har en bakgrund som mer liknar en traditionell krubba. Tavlorna dateras från 1470-talet och fram till ett par år före konstnärens död 1510. De är utställda på National Gallery i London, Uffizierna i Florens och National Gallery of Art i Washington.  

## Motivet
Konungarnas tillbedjan är en episod ur Matteusevangeliet (2:1–12) som berättar om österländska stjärntydare som följde Betlehemsstjärnan till Betlehem där de fann Jesusbarnet och hans mor Jungfru Maria. De öppnade sina kistor och räckte fram gåvor: guld, rökelse och myrra. Dessa har i den kristna traditionen benämnts de tre vise männen eller heliga tre konungar och deras hedrande av Jesusbarnet kallas "Konungarnas tillbedjan".

## Olika versioner

### Första Londonversionen
Denna målning är ett av de första originalverken av Botticelli, gjord under de sista åren av hans femåriga lärlingstid under Fra Filippo Lippi och utförd tillsammans med dennes son Filippino Lippi. Den målades omkring 1470 i tempera på pannå och har en ovanligt långsmal rektangulär form (50,2 × 135,9 cm) som sannolikt är anpassad efter en möbel eller väggkonstruktion där den tidigare varit placerad. Målningen förvärvades 1857 av National Gallery i London.

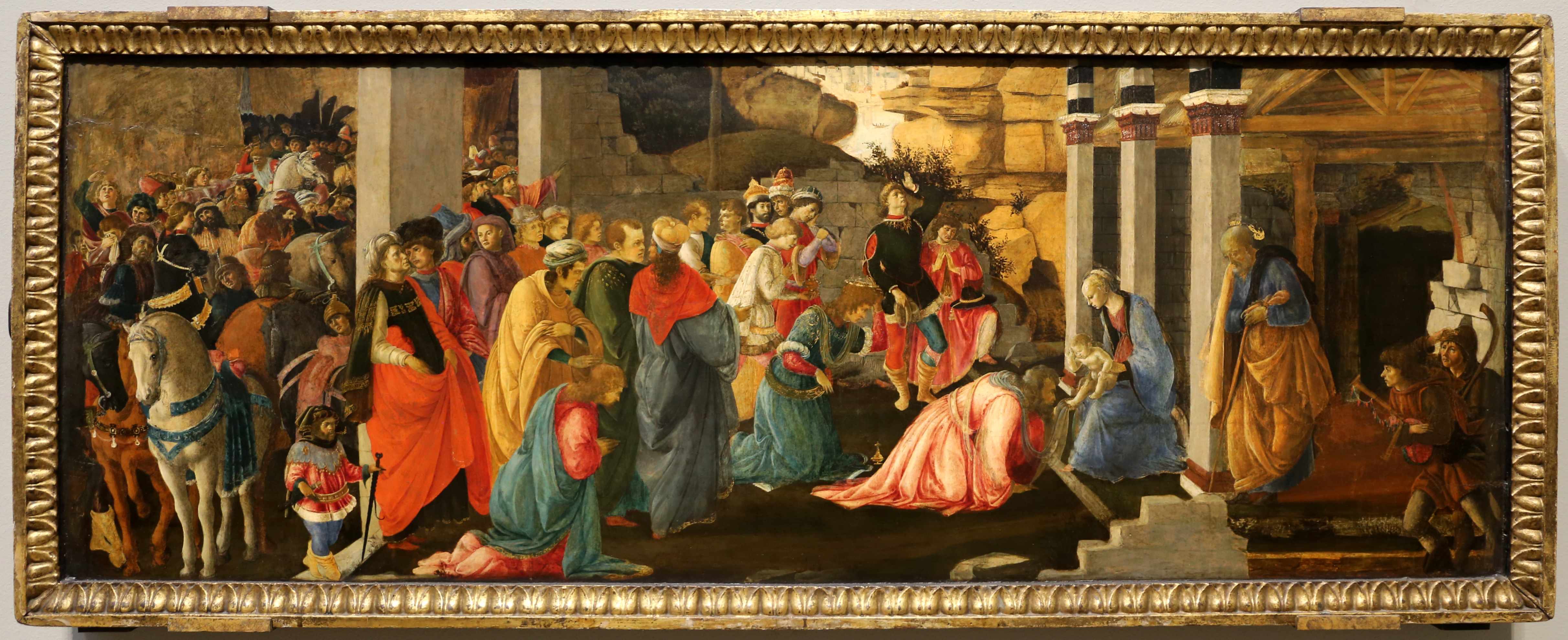
Första Londonversionen målad cirka 1470 tillsammans med Filippino Lippi (50,2 × 135,9 cm), National Gallery.
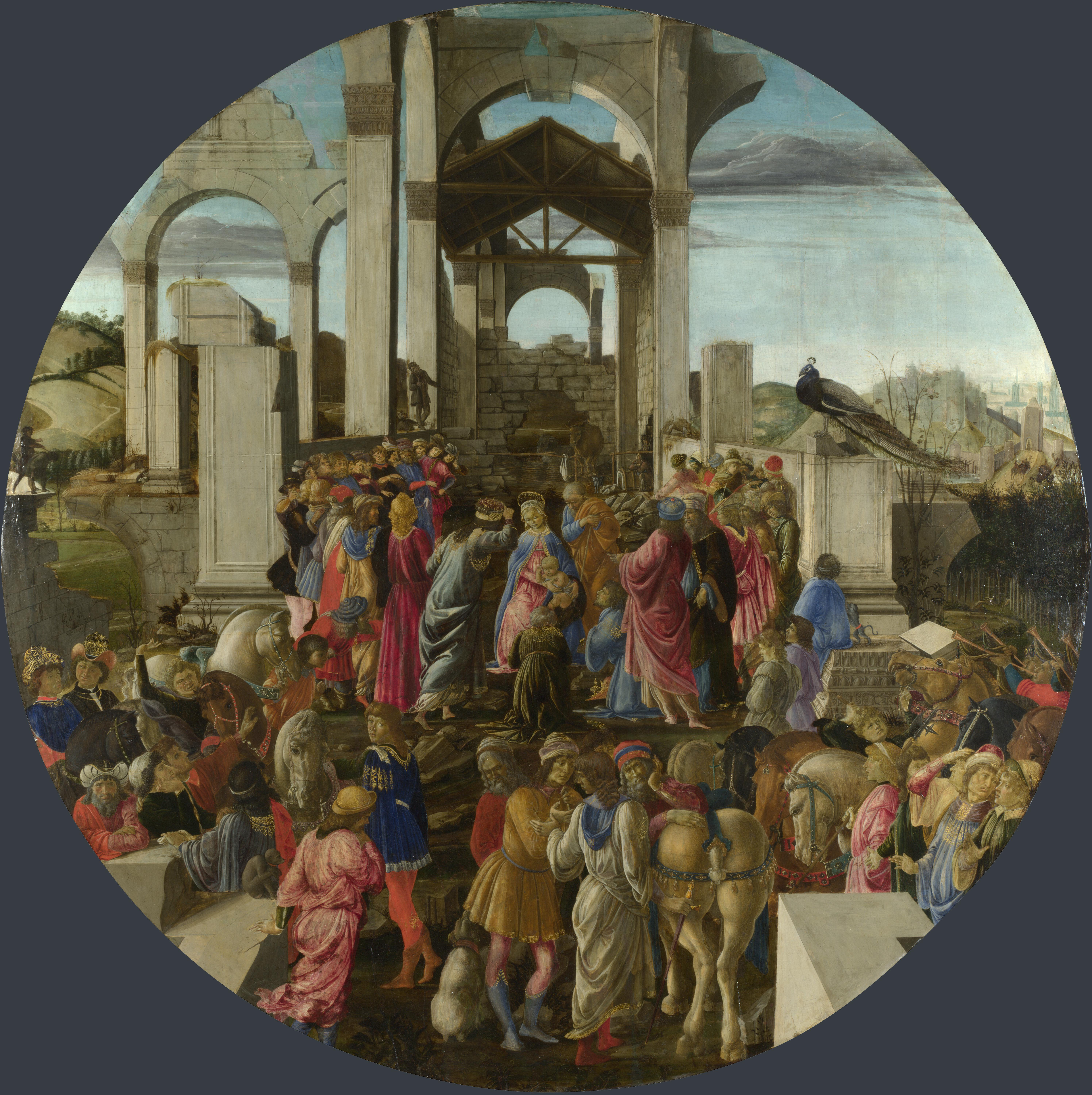
Andra Londonversionen (cirka 1470–1475, tondo med diameter 130,8 cm), National Gallery.

### Andra Londonversionen
Den andra Londonversionen målades omkring 1470–1475 och har formen av en tondo, det vill säga är cirkelformig (130,8 × 130,8 cm). Den är målade i tempera på pannå av poppel och förvärvades av National Gallery 1878.

### Första Florensversionen
Det är en temperamålning på pannå som utfördes omkring 1475 och ingår sedan 1796 i samlingarna på Uffizierna i Florens.
Målningen beställdes av bankiren Guasparre di Zanobi del Lama till sitt begravningskapell i Santa Maria Novella i Florens. Botticelli har målat in flera medlemmar av Medicifamiljen. Som de knäböjande tre vice männen ses Cosimo den äldre (närmast Jesusbarnet) och hans söner Giovanni di Cosimo de' Medici och Piero di Cosimo de' Medici, alla tre var döda vid tavlans tillkomst. Till vänster i en vinröd klädnad står sonsonen Lorenzo de' Medici, härskare i Florens vid tidpunkten. Till höger står den senares bror Giuliano di Piero de' Medici i svart och bakom honom beställaren Gasparre di Zanobi som i blå klädnad möter betraktaren med blicken. Längst ut till höger står en man i gul kappa som antas vara ett självporträtt av Botticelli.

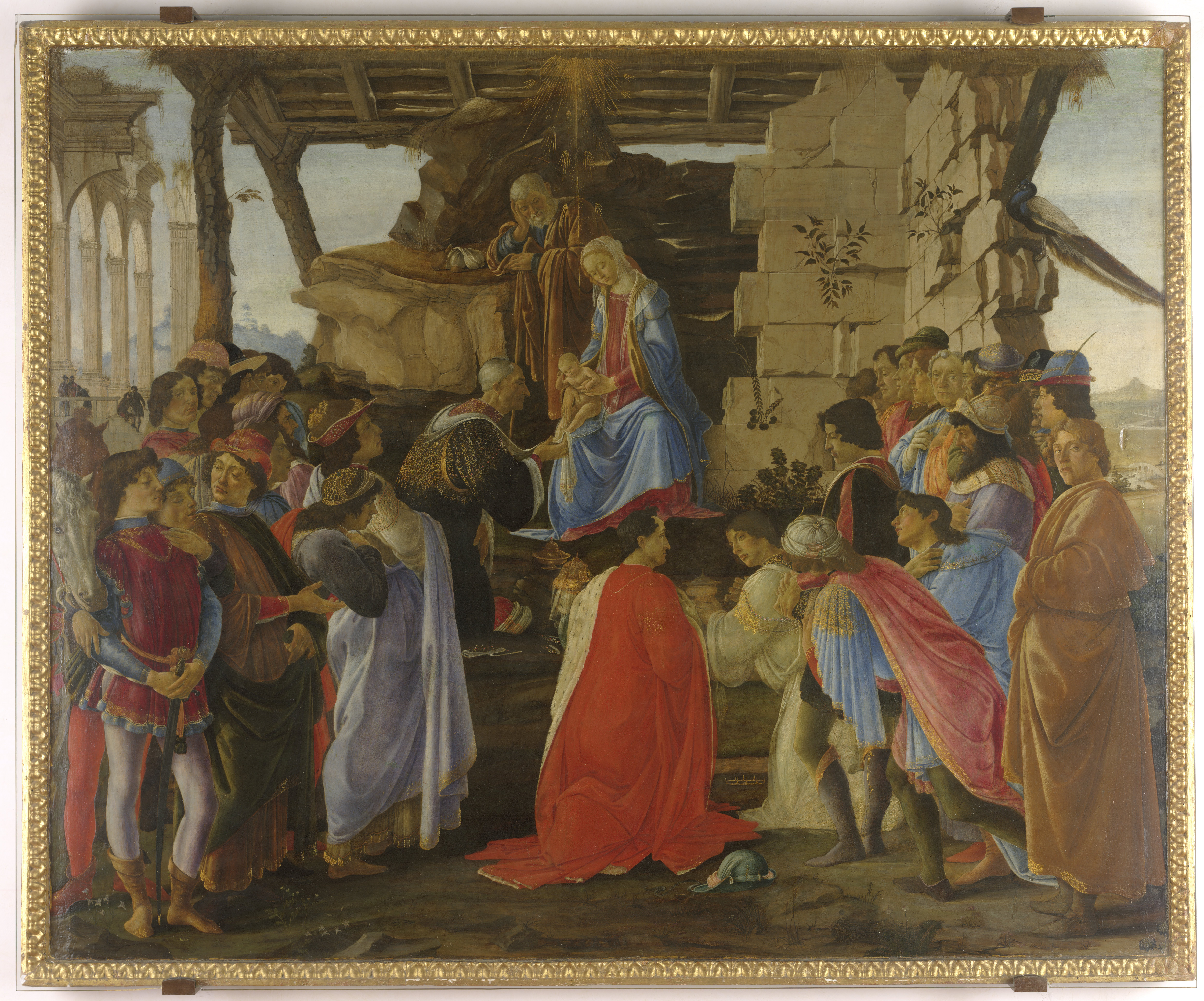
Första Florensversionen (cirka 1475, 111 x 134 cm), Uffizierna.
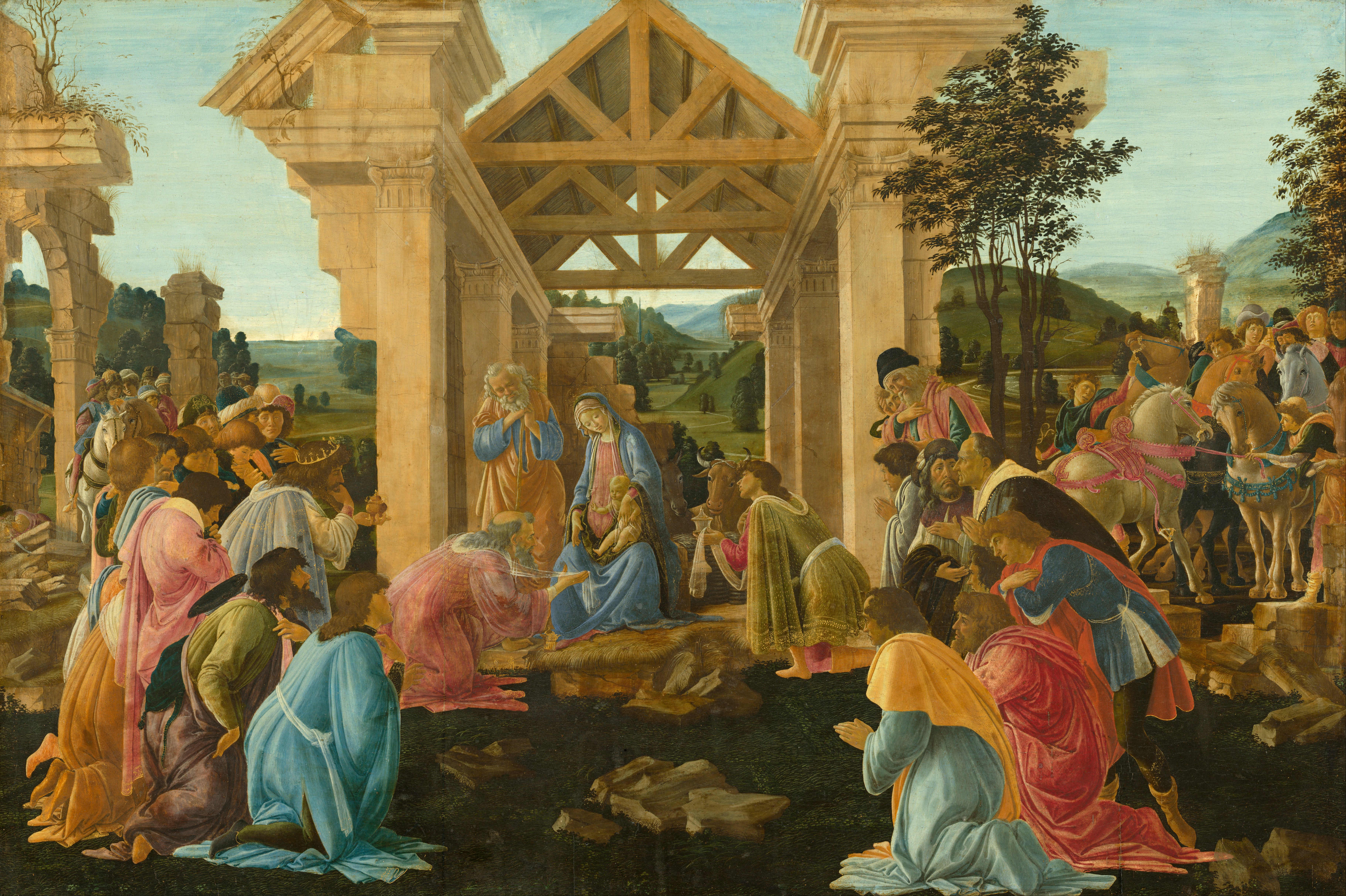
Washingtonversionen (cirka 1478–1482, 68 x 82 cm), National Gallery of Art.

### Washingtonmålningen
Washingtonmålningen utfördes 1478–1482 och är 68 cm hög och 82 cm bred. Den förvärvades 1808 av Alexander I av Ryssland och var utställd på Eremitaget till 1931 då Sovjetunionen beslutade att sälja av en del av den statsägda konsten. Den köptes sedermera av Andrew W. Mellon, amerikansk finansminister, som 1937 testamenterade tavlan till National Gallery of Art i Washington.

### Andra Florensversionen
Den målades omkring 1500 och är en sen målning av Botticelli som visar inflytandet från Leonardo da Vincis ofullbordade verk med samma motiv. Även Botticellis verk lämnades ofullbordat. Den är utförd med temperafärg på pannå och har varit utställd på Uffizierna sedan 1779.

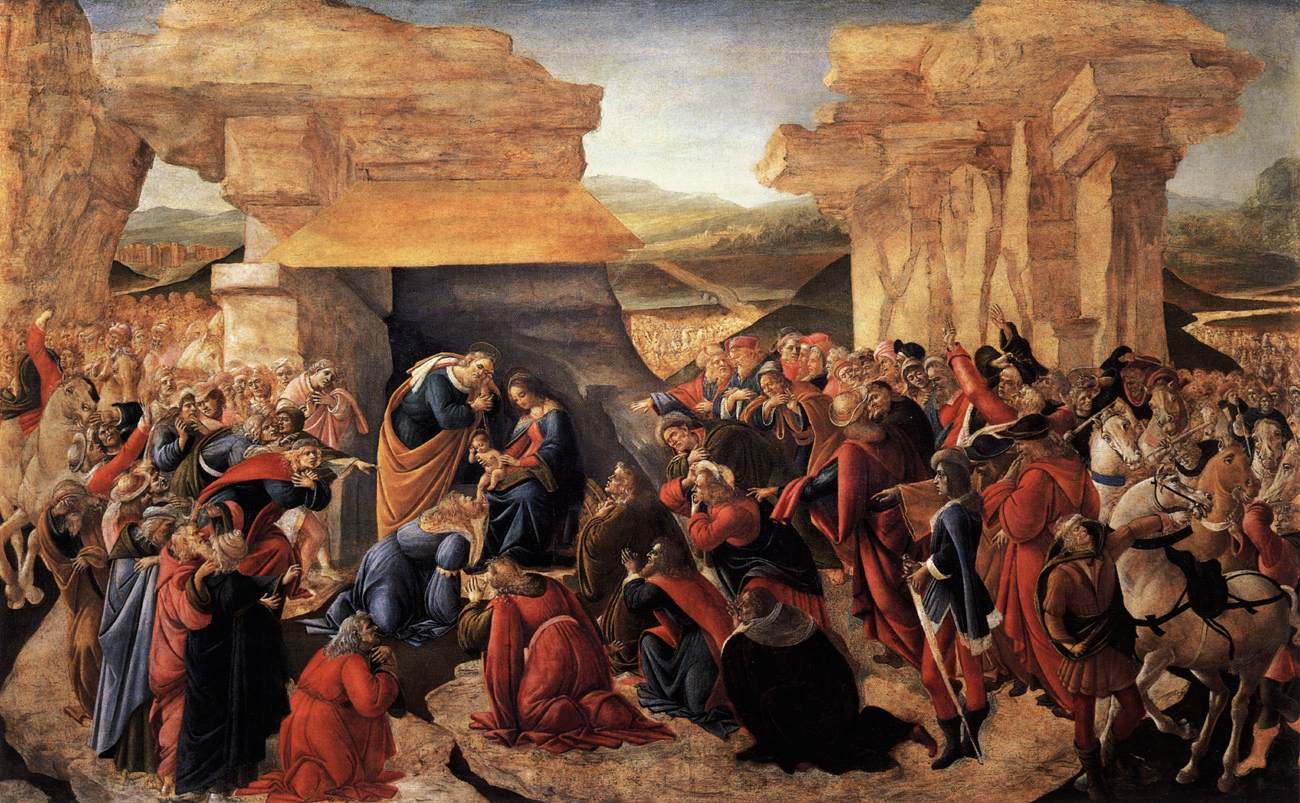
Andra Florensversionen (cirka 1500, 107,5 x 173 cm), Uffizierna.
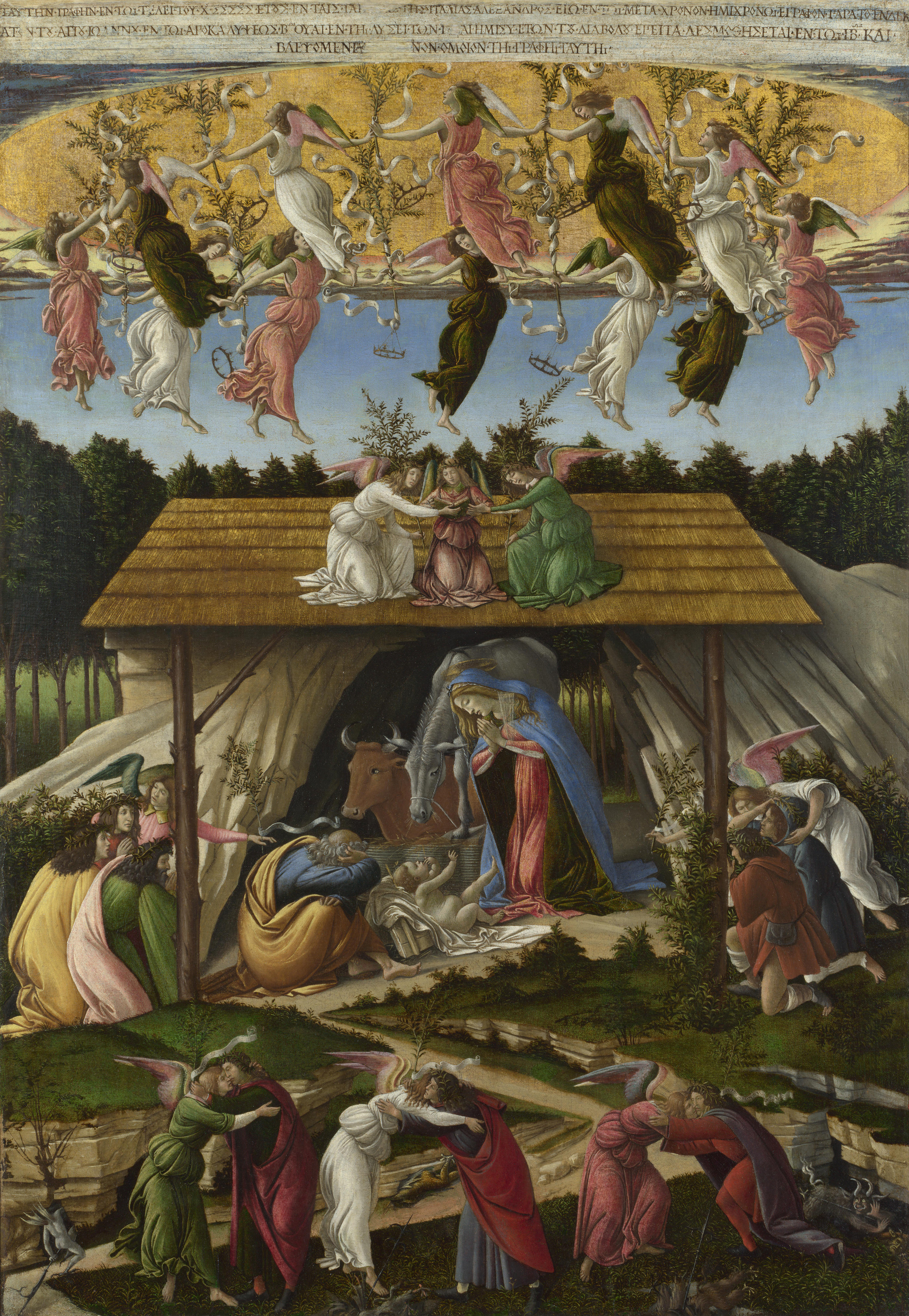
Den mystiska födelsen (cirka 1500, 108,6 × 74,9 cm), National Gallery.

### Tredje Londonversionen: "Den mystiska födelsen"
Mot slutet av sin karriär tog Botticelli intryck av Girolamo Savonarolas straffpredikningar och hans konst blev mer inåtvänd och fick drag av mystik. Till de mest kända verken från denna tid hör den visionära, apokalyptiska Den mystiska födelsen som målades omkring år 1500. Inskriptionen i målningens övre del är skriven på både latin och grekiska och hänvisar till såväl apokalypsen i Uppenbarelseboken som ”Italiens problem”. Det senare syftar sannolikt på Frankrikes invasion av Neapel och Milano på 1490-talet som Savonarola och Botticelli själv tolkade som ett straff för det moraliska förfallet i Italien. 
Tavlan har klara medeltida drag och Madonnan och barnet är avbildade i större dimensioner än övriga figurer. Till skillnad från tidigare målningar är den utförd i oljefärg på duk och skildras Jesu födelse i en mer traditionell krubba (snarare än omgivna av antika ruiner). De tre vise männen står till vänster om krubban och till höger knäböjer två herdar (jämför herdarnas tillbedjan). Inte mindre än 20 änglar är avbildade, alla med olivgrenar som symbol för fred. Mötet mellan det gudomliga och det mänskliga i den nyfödde Jesus visas symboliskt genom att änglar och människor omfamnar varandra i en dansliknande rörelse i förgrunden. Vid deras fötter söker bevingade demoner och små behornade djävlar skydd i underjorden.